# 258
258 (CCLVIII) je bilo navadno leto, ki se je po julijanskem koledarju začelo na petek.

## Dogodki
- Goti prodrejo do Črnega morja.